# Iglesia conventual de la Encarnación (Antequera)
El convento de la Encarnación es un convento que está en la localidad de Antequera, en la provincia de Málaga.

## Descripción
Se trata de uno de los conventos de monjas más antiguos de la ciudad y pertenece a la orden de las Carmelitas Calzadas. De todo el conjunto monacal destaca la iglesia y fachada de la calle Tintes, donde se encuentra la puerta reglar. El buque de este templo es claro ejemplo de iglesia morisca granadina del siglo XVI, de una sola nave y capilla mayor con presbiterio sobre escalinata alta, cubriéndose los dos espacios con armaduras mudéjares realizadas en 1580. El exterior resulta de una enorme originalidad ya que sobre la fachada de los pies, coincidiendo con el espacio del coro alto, se eleva sobre el tejado un cuerpo de dos plantas de miradores con celosías, adosado a la espadaña barroca.
La portada de acceso al templo, que fue de una gran elaboración arquitectónica según referencias escritas, solo conserva a su primitiva disposición los relieves manieristas de las enjutas que representan a la Virgen y a San Gabriel Arcángel, uno a cada lado del arco.
La puerta reglar presenta un interesantísimo diseño manierista de comienzos del siglo XVII, destacando en su hornacina la hierática escultura en mármol blanco policromado de San Elías, fundador mítico de la orden del Carmelo.